# Bourbon (Missouri)
Bourbon és una població dels Estats Units a l'estat de Missouri. Segons el cens del 2000 tenia 1.348 habitants.

## Demografia
Segons el cens del 2000, Bourbon tenia 1.348 habitants, 548 habitatges, i 355 famílies. La densitat de població era de 437,4 habitants per km².
Dels 548 habitatges en un 33,6% hi vivien nens de menys de 18 anys, en un 47,6% hi vivien parelles casades, en un 12,6% dones solteres, i en un 35,2% no eren unitats familiars. En el 31,8% dels habitatges hi vivien persones soles el 16,4% de les quals corresponia a persones de 65 anys o més que vivien soles. El nombre mitjà de persones vivint en cada habitatge era de 2,46 i el nombre mitjà de persones que vivien en cada família era de 3,1.
Per edats la població es repartia de la següent manera: un 28,8% tenia menys de 18 anys, un 8,1% entre 18 i 24, un 27,5% entre 25 i 44, un 19,7% de 45 a 60 i un 15,9% 65 anys o més.
L'edat mediana era de 35 anys. Per cada 100 dones de 18 o més anys hi havia 88,6 homes.
La renda mediana per habitatge era de 30.240 $ i la renda mediana per família de 35.294 $. Els homes tenien una renda mediana de 29.531 $ mentre que les dones 20.391 $. La renda per capita de la població era de 12.992 $. Entorn de l'11,9% de les famílies i el 14,2% de la població estaven per davall del llindar de pobresa.

## Poblacions més properes
El següent diagrama mostra les poblacions més properes.